# (32621) Talcott
2001 RZ (asteroide 32621) é um asteroide da cintura principal. Possui uma excentricidade de 0.04838560 e uma inclinação de 16.02253º.
Este asteroide foi descoberto no dia 8 de setembro de 2001 por Roy A. Tucker em Goodricke-Pigott.